# Noć
Noć – wieś (dawniej miasto) w Polsce położona w województwie wielkopolskim, w powiecie konińskim, w gminie Wierzbinek. Na zachód od miejscowości Noteć łączy się z Kanałem Warta-Gopło.
Miejscowość uzyskała lokację miejską przed 1489 rokiem, zdegradowana około 1550 roku. Miejscowość w XV wieku posiadała prawa miejskie, należała do rodziny Morzyckich. W latach 1975–1998 administracyjnie należała do województwa konińskiego. W roku 2011 liczyła 93 mieszkańców, w tym 43 kobiety i 50 mężczyzn.

W gminnej ewidencji zabytków ujęty jest gliniany dom z lat 20. XX wieku.